# L'Albi
Pour les articles homonymes, voir Albi (homonymie).
L'Albi est une commune de la comarque de Garrigues dans la province de Lérida en Catalogne (Espagne).